# 金桂冠
金桂冠（キム・ゲグァン、1943年6月6日 - ）は、朝鮮民主主義人民共和国の外交官。北朝鮮外務省内では、主に対米政策を担当した。

## 来歴
平安北道雲山郡出身。平壌国際関係大学卒業。フランス語を専攻。アルジェリアに留学経験がある。1969年、アルジェリアで外交官生活を始める。在アルジェリア大使館書記官を務めた後、朝鮮民主主義人民共和国外交部（現:外務省）へ。
- 1975年 外交部1等書記官。
- 1985年 外交部専門委員（第1級研究員）。
- 1989年 外交部巡回大使。
- 1991年 外交部参事。
- 1992年 朝米高官会談にて、金容淳に随行。
- 1993年 朝米高官協議次席代表。
- 1995年 外務次官（外交部副部長）就任[4]。軽水炉問題を巡る朝米準次官級協議代表。
- 1997年 韓国、中国、米国との四者会談本会議の、朝鮮民主主義人民共和国団長就任。
- 1998年 11月、外務次官（外務省副相）就任。
- 1999年 9月、ベルリンの朝米高官協議[5]にて、経済制裁緩和と、ミサイル発射実験暫定的停止の合意を得る。
- 2003年 8月、最高人民会議第11期代議員に選出される。
- 2004年 第2回六者会合、第3回六者会合代表。
- 2005年 第4回六者会合、第5回六者会合第1セッション代表。
- 2006年 第5回六者会合第2セッション代表。4月8日、訪日。
- 2007年 第5回六者会合第3セッション、第6回六者会合代表。3月8日、朝米協議からの帰路の際に成田空港へ寄り、中央日報の単独取材に応じた[6]。
- 2008年 クリストファー・ヒル国務次官補と朝米協議。
- 2009年 8月、訪朝したビル・クリントンを平壌国際空港で迎える。同月、訪朝した中華人民共和国外交部の武大偉副部長（外務次官）と会談。
- 2010年 9月、第1外務次官（外務省第1副相）就任。
- 2017年 4月、最高人民会議外交委員会委員就任[7]。
- 2019年 4月、第14期最高人民会議第1回会議において、崔善姫が第1外務次官と最高人民会議外交委員会委員に就任し、金が退任した事が確認された。